# Lanius collaris marwitzi
El alcaudón tanzano (Lanius collaris marwitzi) es una subespecie del alcaudón fiscal (Lanius collaris) endémica de Tanzania y Malawi. Anteriormente se consideraba una especie separada, pero los estudios genéticos indicaron que debía cambiarse su estatus al de subespecie en 2011.